# Scarab F1
La Scarab F1 è una monoposto di Formula 1 costruita dalla scuderia statunitense Scarab per partecipare al campionato mondiale di Formula 1 1960.